# Sistema fotomètric
Un sistema fotomètric és un conjunt d'estrelles i filtres fotogràfics emprats en astronomia com a estàndards per a determinar la lluentor dels diferents astres.
Els dos sistemes fotomètrics més coneguts són el UBVRI, desenvolupat per Johnson i Morgan en 1953 i el Coussin, de l'any 1973: ambdós són de banda estreta. Les sigles UBVRI corresponen al color dels diferents filtres i a la llum estel·lar que filtren: Ultraviolet (ultraviolada), Blue (blava, Banda B), Visual (verda, Banda V), Red (vermell, Banda R), Infrared (infrarroig).
L'èxit del sistema és que els diferents filtres estan centrats en unes molt determinades longituds d'ona: d'aquesta manera l'O presenta el seu màxim en els 350 nm, el B en 430 nm, el V en els 550 nm, el R en 700 nm i l'I en 900 nm. Les modernes tècniques en la fabricació de fotòmetres fotoelèctrics, i més recentment el xip CCD (fotometria CCD), ha permès ampliat amb més filtres (JKLMN) que se situen més cap a l'infraroig.
Atès que els filtres han d'ésser d'un tipus especial, amb la idea de filtrar les diferents longituds d'ona d'una manera idèntica, es poden elaborar en qualsevol observatori utilitzant els diferents filtres comercials existents en el mercat; es presenta a continuació la manera d'aconseguir-los: per exemple el filtre B es pot obtenir utilitzant els filtres GG385 i al BG12 de tal manera que el seu gruix final sigui igual a 3 mm.